# Šoštanj
Šoštanj (in tedesco Schönstein) è un comune di 8 692 abitanti della Slovenia settentrionale.
Il territorio di Šoštanj è abitato fin dal XIII secolo, periodo in cui vi sorgeva il castello di Schönstein. 
Nel 1348 fu menzionata come città di mercato.
Soltanto nel 1919 all'insediamento venne assegnato il titolo di comune e fino agli anni sessanta era il centro principale della Valle di Šalek (Šaleška dolina). Nel 1963 il comune venne fuso con quello di Titovo Velenje (ridenominato Velenje dopo l'indipendenza della Slovenia, nel 1991), che ne divenne la sede comunale. Verso la fine degli anni novanta, fu ricostituito il comune di Šoštanj.
Il centro è noto per la lavorazione delle pelli, su scala industriale fin dal 1788. Gli opifici appartenevano alla famiglia Woschnagg, un ramo germanizzato della famiglia Vošnjak, fino al 1945, quando furono nazionalizzati. La fabbrica chiuse nel 1999, anno in cui fu aperto il museo civico dell'industria delle pelli.
A Šoštanj è presente anche una centrale termoelettrica da 779 MW.
La chiesa parrocchiale del paese è consacrata a San Michele Arcangelo e appartiene alla Diocesi cattolica di Celje. La chiesa dei Santi Ermacora e Fortunato è stata costruita nel 1776, sui resti dell'edificio precedente, che risaliva al XIII secolo.

## Geografia antropica

### Suddivisioni amministrative
Il comune di Šoštanj è diviso in 11 insediamenti (naselja):
| - Bele Vode - Družmirje - Florjan - Gaberke - Lokovica - Ravne | - Skorno pri Šoštanju - Šentvid pri Zavodnju - Šoštanj, capoluogo - Topolšica - Zavodnje |

### Gemellaggi
Šoštanj è gemellata con:
- Noventa Padovana, dal 1984